# Poecilia sphenops
Poecilia sphenops is een vissoort uit de familie van de levendbarende tandkarpers (Poeciliidae). De zwarte variëteit, de black molly, is een populaire aquariumvis.

## Leefgebied
De vis leeft in het wild in zoet en brak water in tropische gebieden van Zuid- en Centraal-Amerika. Hij komt er voor van Mexico tot Colombia. De soort is benthisch.

## Voeding
P. sphenops leeft van wormen, kreeftachtigen, insecten en plantaardig voedsel

## Kenmerken
Mannetjes worden gewoonlijk zo'n 4 cm lang, met een maximum van 6 cm. Vrouwtjes worden hooguit 10 cm. De soort kent verschillende kleurvariëteiten, zoals wit, grijs, zwart en dalmatiër. Hij wordt 2 tot 3 jaar oud.

## Voortplanting
De vis is levendbarend. Het mannetje heeft dan ook een gonopodium dat inwendige bevruchting mogelijk maakt. Mannetjes ontwikkelen soms een snor - een ongevoelig uitsteeksel op de schubben van de bovenkaak - waarmee ze de geslachtsdelen van de vrouwtjes kunnen prikkelen. De vrouwtjes voelen zich meer aangetrokken tot mannetjes met zo'n snor. Na een zwangerschap van 28 dagen krijgt de vis zo'n 20 tot 150 jongen. De vis heeft meerdere worpen per jaar.

## Black molly
De black molly is over het algemeen een volledig zwarte vis, met soms een geelachtige gloed bij de vinnen, die over het algemeen in zoet water, liefst in groepen, wordt gehouden. De staart van de black molly is in verschillende kweekvormen gevonden, zo zijn er gevallen bekend met een sluierstaart, peddelstaart, of een dubbel zwaard.
De black molly leeft liefst in water dat dichtgegroeid is met planten.
De juiste temperatuur om de vis te houden is 24-28 graden. De black molly is levendbarend. De vis is omnivoor, maar is vooral een algeneter en kan ook gedroogd voedsel eten. Hij is gemakkelijk te houden en plant zich net als de verwante guppy gemakkelijk voort. De mannetjes worden tot 6 cm groot, de vrouwtjes maximaal 8 cm. Deze omvang bereiken de vissen alleen als ze in een ruim aquarium worden gehouden. Het is aan te bevelen om zeezout aan het water toe te voegen (1 eetlepel per 10 liter). De vis wordt 1-4 jaar oud.
P. parae · 
P. boesemani · 
P. butleri · 
P. catemaconis · 
P. caucana · 
P. caudofasciata · 
P. chica · 
P. dauli · 
P. elegans · 
P. formosa · 
P. gillii · 
P. hispaniolana · 
P. koperi · 
P. kykesis · 
P. latipinna · 
P. latipunctata · 
P. marcellinoi · 
P. maylandi · 
P. mechthildae · 
P. mexicana · 
P. nicholsi · 
P. orri · 
P. petenensis · 
P. reticulata (Gup) · 
P. rositae · 
P. salvatoris · 
P. sphenops · 
P. sulphuraria · 
P. teresae · 
P. vandepolli · 
P. velifera · 
P. vivipara · 
P. wandae · 
P. wingei